# Harrimanelloideae
Harrimanelloideae es una subfamilia de plantas perteneciente a la familia Ericaceae. Incluye un solo género, Harrimanella.